# Dive (rivière)
Pour les articles homonymes, voir Dive et Dive du Sud.
Ne doit pas être confondu avec Dives (fleuve).
La Dive, appelée quelquefois « Dive du Nord », est une rivière française qui coule dans les départements de la Vienne, des Deux-Sèvres et de Maine-et-Loire, dans les régions Pays de la Loire et Nouvelle-Aquitaine. C'est un affluent du Thouet en rive droite, donc un sous-affluent de la Loire.
Il ne faut pas confondre cette rivière Dive (du Nord) avec l'autre Dive, dite aussi Dive du Sud, qui est un affluent du Clain, lui aussi un sous-affluent de la Loire, mais par la rivière Vienne.

## Étymologie
La Dive, ainsi que plusieurs rivières du même nom, provient d'un thème celtique ancien *Dēuā « dieu, divin », attestée sous la forme Diva en 978, et serait donc originellement des eaux « divines », « sacrées ».

## Géographie
La Dive naît sur le territoire de la commune de Cherves, à 137 m d'altitude, au nord-ouest du hameau de la Touche, juste au sud de Maisonneuve, dans le département de la Vienne, à mi-chemin entre Parthenay et Mirebeau. De 72,5 km de longueur,, elle se jette dans le Thouet à l'extrême nord-est de Saint-Just-sur-Dive, à la limite avec Chacé, à 27 m d'altitude, en face de Artannes-sur-Thouet.

### Canal de la Dive

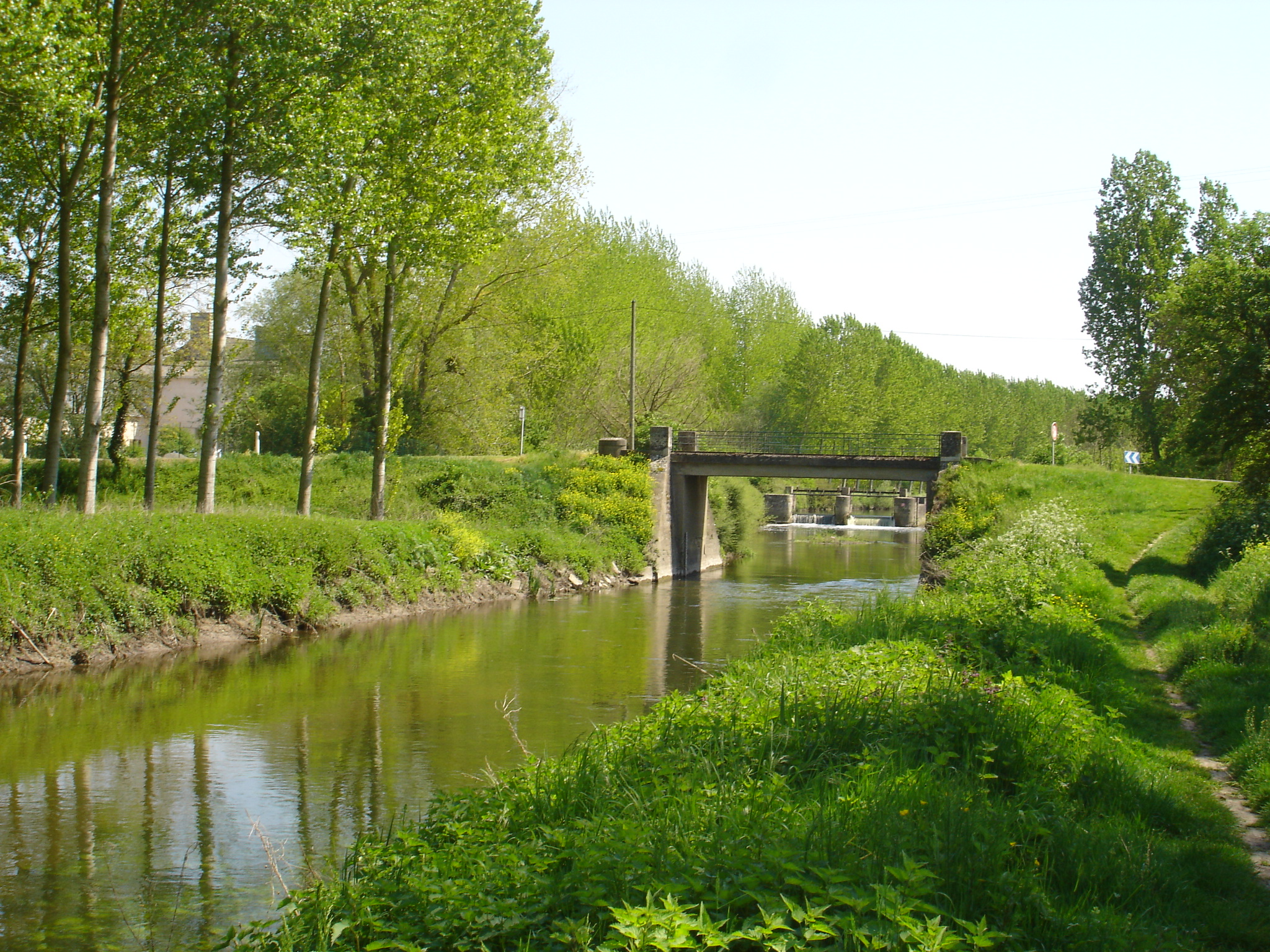
La Dive canalisée au pont de Saint-Just près de Brézé.

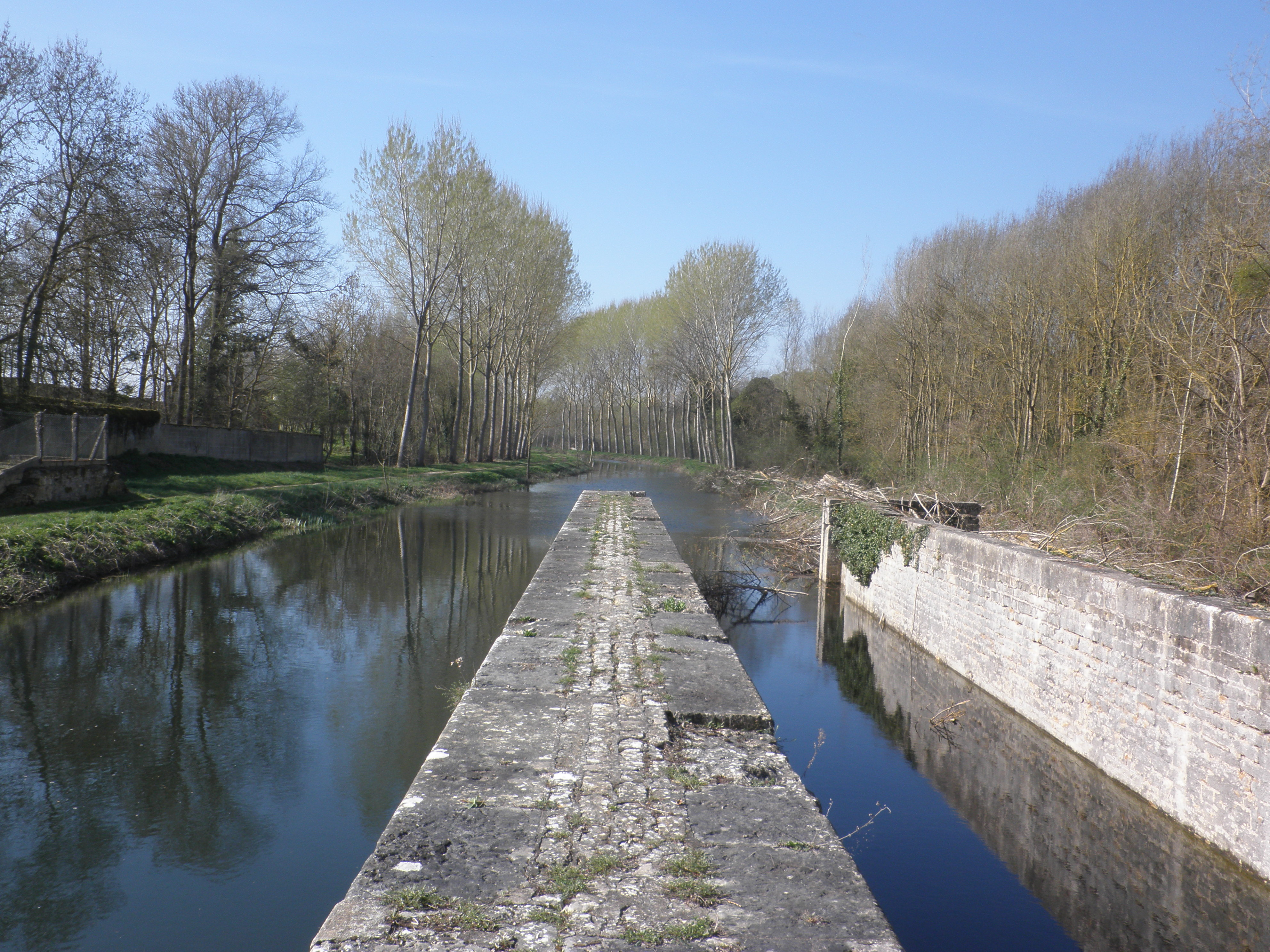
Canal de la Dive vu depuis l'écluse de la Motte Bourbon, à la frontière entre la Vienne et le Maine-et-Loire.

À partir du XVIIe siècle, la France se dota d'une série de canaux destinés à permettre aux produits agricoles de régions enclavées d'approvisionner les villes ou de s'exporter à l'étranger. La canalisation de la Dive s'inscrit dans ce mouvement et eut lieu aux XVIIIe et XIXe siècles. Le projet était ambitieux : il s'agissait de canaliser la rivière dans la perspective d'une liaison future avec la Charente et le sud de la France (bassin de la Garonne). La compagnie concessionnaire à l'origine de sa construction s'appelait Compagnie du canal de la Dive, et fut créée par Augustin de la Faye. Les travaux débutèrent en 1777, peu avant la Révolution, et ne furent terminés qu'en 1834. Le canal de la Dive était destiné avant tout au transport de céréales vers la Loire, via le Thouet. Des chevaux tiraient des péniches et des radeaux remplis de marchandises : farines et céréales produites sur les sols riches des régions de Loudun et de Mirebeau, mais aussi du vin provenant des coteaux situés entre Ranton et Berrie. Cependant, des problèmes apparurent rapidement et le canal ne fut jamais vraiment rentable. L'arrivée du chemin de fer dans les années 1870 lui donna le coup de grâce, et toute navigation fut abandonnée. Actuellement, la Dive reste canalisée, et de nombreux ouvrages de l'époque subsistent.
Le canal de la Dive qui devrait plutôt être appelé Dive canalisée s'étend depuis Pas-de-Jeu (entre Thouars et Loudun sur la route D 759), à la limite entre les départements de la Vienne et des Deux-Sèvres, jusque Saint-Florent, en Maine-et-Loire. Sa longueur est de 28 kilomètres, à quoi il faut ajouter les 12 kilomètres du Thouet inférieur qui prolongent la voie d'eau jusqu'à la Loire.

### Communes traversées
La Dive traverse trois départements. Le premier, le département de la Vienne, dans les communes de Cherves, Maisonneuve, Massognes, Cuhon, Mazeuil, Craon, Saint-Jean-de-Sauves, La Grimaudière, Moncontour, Arçay, Saint-Laon, Ranton, Curçay-sur-Dive, Ternay, Berrie et Pouançay.saint chartres
Le deuxième, le département des Deux-Sèvres, dans les communes de Assais-les-Jumeaux, Marnes, Brie, Oiron, Pas-de-Jeu, Saint-Martin-de-Mâcon et Tourtenay. Et le dernier, le département de Maine-et-Loire, dans les communes d'Antoigné, de Montreuil-Bellay, Épieds, Brézé et Saint-Just-sur-Dive (confluence), Chacé.

### Bassin versant
La Dive traverse les quatre zones hydrographiques de « La Dive de la Briande (NC) à la Petite Maine (NC) » (L852), « La Dive du Prepson (C) à la Briande (C) » (L851), « La Dive de sa source au Prepson (NC) » (L850), « La Dive de la Petite Maine  au Thouet (NC) » (L853).

## Affluents
La Dive a vingt-quatre tronçons affluents dont :
- la Roche Bourreau (rd), 6,7 km, sur les trois communes de Mazeuil, Cuhon, et Massognes.
- la Sauves ou le Prépson ou le Prepson (rd), 23,1 km, sur six communes avec six affluents dont la Chenal.
- la Briande ou Fossé d'Arentement (rd), 27,9 km,
- la Vrère (rg), 4 km, sur les deux communes de Saint-Léger-de-Montbrun et Curcay-sur-Dive.

## Hydrologie
Comme bien d'autres cours d'eau de plaine du bassin de la Loire, la Dive est une rivière fort peu abondante.

### La Dive à Pouancay
Son débit a été observé sur une période de 47 ans (1967-2013), à Pouançay, localité située à 12 km de son confluent avec le Thouet. Le bassin versant de la rivière y est de 785 km2 ce qui représente la quasi-totalité de celui-ci, et à 33 m d'altitude. Le module de la rivière à Pouançay est de 2,49 m3/s.
La Dive présente des fluctuations saisonnières de débit moyennement marquées, avec une période de hautes eaux d'hiver caractérisées par un débit mensuel moyen évoluant dans une fourchette de 3,80 à 4,89 m3/s, de janvier à mars inclus (avec un maximum en janvier). Dès mars le débit diminue progressivement pour aboutir à la période des basses eaux qui a lieu de juillet à septembre, avec une baisse du débit moyen mensuel allant jusqu'à 0,681 m3/s au mois d'août, ce qui reste assez élevé pour un cours d'eau d'aussi faible débit. Cependant ces chiffres ne sont que des moyennes et les fluctuations de débit peuvent être plus importantes d'après les années et sur des périodes plus courtes.

### Étiage

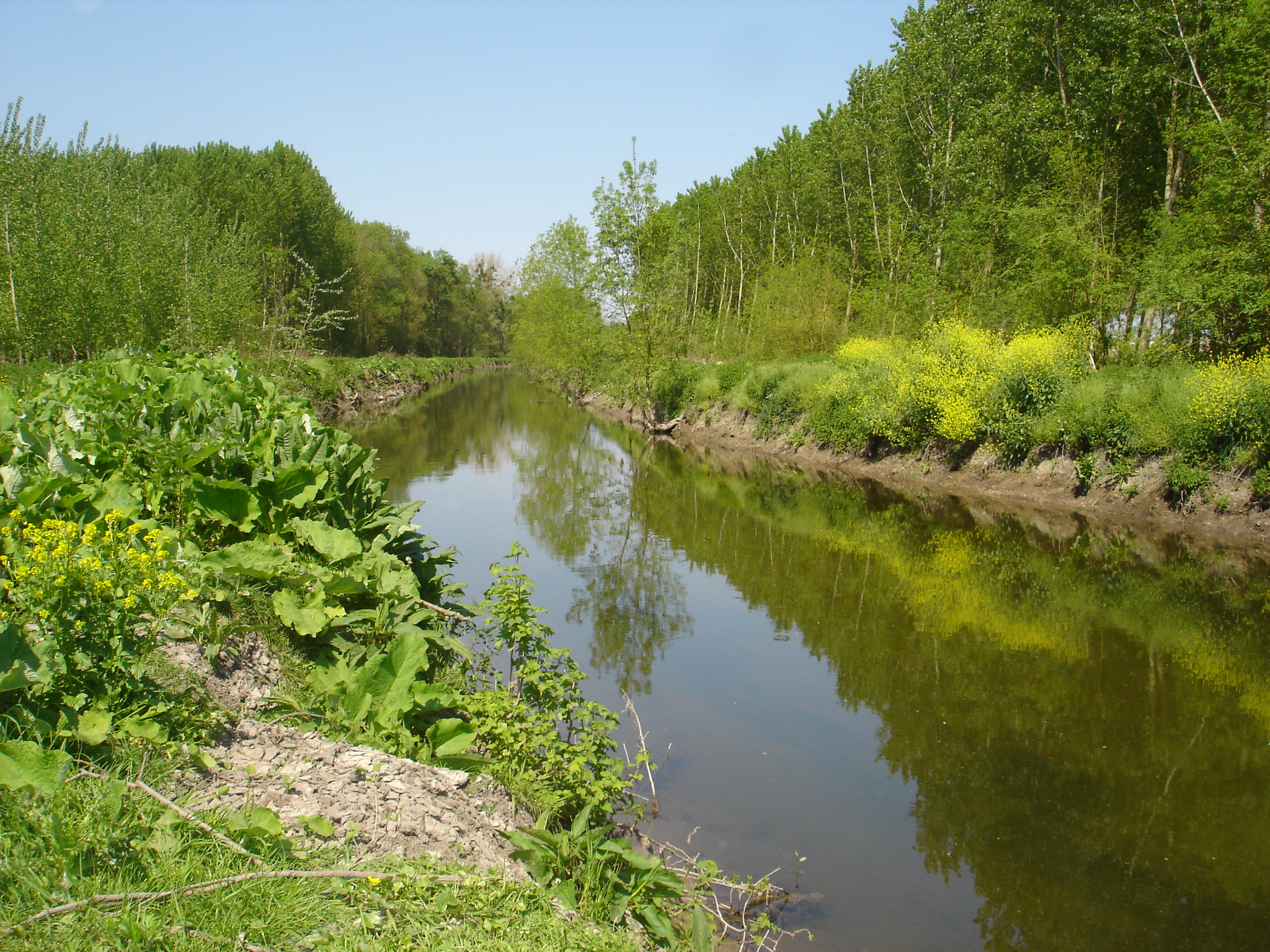
La Dive près de Saint-Just-sur-Dive.

Pour les étiages, le VCN3 est de 0,140 m3/s lors d'une quinquennale sèche. Le QMNA se monte à 0,330 m3/s, en cas de période quinquennale sèche, soit 330 litres par seconde, ce qui est loin d'être très sévère.

### Crues
Quant aux crues, elles sont relativement peu importantes compte tenu de la taille du bassin versant de la rivière, et de la moyenne des crues des cours d'eau du bassin de la Loire et du Thouet en particulier. Les QIX 2 et QIX 5 valent respectivement 9,8 et 15 m3/s. Le QIX 10 est de 18 m3/s, le QIX 20 de 21 m3/s, tandis que le QIX 50 n'a pas été calculé. Le débit instantané maximal enregistré à Pouançay durant cette période, a été de 23 m3/s le 22 février 2001, tandis que le débit journalier maximal enregistré était de 18,2 m3/s le 22 février 2001 et de 19,5 m3/s le 28 décembre 2012. En comparant la première de ces valeurs à l'échelle des QIX de la rivière, il apparaît que cette crue était à peine d'ordre vicennal, et donc destinée à se reproduire assez fréquemment. La hauteur maximale instantanée a été de 222 cm, soit encore 2,22 m, le 22 février 2001.

### Lame d'eau et débit spécifique
Au total, la Dive est une rivière peu abondante. La lame d'eau écoulée dans son bassin versant est de 100 millimètres annuellement, ce qui est très inférieur à la moyenne du bassin de la Loire (244 millimètres par an) et à celle de la France entière tous bassins confondus (320 millimètres par an). Elle est également moins élevée que la moyenne du bassin du Thouet qui bénéficie en rive gauche d'affluents venus de régions mieux arrosées, situées à l'extrémité orientale du massif armoricain (l'Argenton, le Thouaret, le Cébron). Le débit spécifique (ou Qsp) de la rivière atteint 3,2 litres par seconde et par kilomètre carré de bassin.